# Шапошников, Леонид Владимирович
Леони́д Влади́мирович Ша́пошников (11 октября 1905 — 21 декабря 1978) — советский биолог, доктор биологических наук (1955 год), профессор, заведующий кафедрой зоологии Калининского (1947—1963 годы) и Рязанского (с 1963 года) педагогических институтов, зоолог, крупный специалист по акклиматизации пушных зверей.
Известный советский спортсмен-фигурист, впоследствии тренер и спортивный судья.

## Биография
Леонид Владимирович Шапошников родился 11 октября 1905 года в семье студента Московского университета Владимира Николаевича Шапошникова, впоследствии известного советского микробиолога.
В 1924 году поступил на биологическое отделение физико-математического факультета МГУ, окончил МГУ в 1930 году по специальности «Зоология животных». С 1930 г. – научный сотрудник Центральной лаборатории биологии и охотничьего промысла; в 1933 г. была опубликована его первая монография «Выхухоль». В 1930-40-х г.г. преподавал во Всесоюзном институте пушного хозяйства (Балашиха) и, по совместительству, в Горьковском университете; с июля 1944 г. – зам. директора, зав. научной частью Мордовского заповедника им. П. Г. Смидовича (пос. Пушта Тёмниковского района Мордовии).
В 1947 — 1963 г.г. — заведующий кафедрой зоологии Калининского государственного педагогического института; читал в КГПИ курсы лекций «Зоология позвоночных», «Зоогеография», «Дарвинизм». С 1963 г. – зав. кафедрой зоологии Рязанского государственного педагогического института.
Кандидат (1936, без защиты, «по совокупности научных работ»), доктор (1955) биологических наук (тема диссертации: «Основы акклиматизации пушных зверей СССР»).
Одновременно — известный спортсмен-фигурист, ученик первого русского олимпийского чемпиона Н. А. Панина-Коломенкина, неоднократный чемпион СССР и РСФСР по фигурному катанию. Впоследствии тренер; среди его воспитанников — одиночница Ксения Карцева (двукратная чемпионка РСФСР — 1953, 1954), спортивная пара Герасимова — Киселёв (чемпионы РСФСР — 1958). Судья всесоюзной и международной категорий; в частности, в декабре 1957 Комитетом физкультуры РСФСР «Л. В. Шапошников (г. Калинин)» был утверждён главным судьёй соревнований по фигурному катанию на коньках в рамках зимней Спартакиады народов РСФСР 1958 года.
В июле 1978 года попал в автомобильную аварию, получил очень серьёзные повреждения. Леонид Владимирович Шапошников скончался 21 декабря 1978 года.

## Публикации
- Шапошников Л.В.  Выхухоль. — М.: Внешторгиздат, 1933. — 208 с.
- «Животный мир Рязанской области»[4].
- Шапошников Л. В. Кольчатая горлица (Streptopelia decaocto Fr.) в Рязанской области // Докл. МОИП, II полугодие 1974 г., зоол. и ботаника. М., 1978. С. 30.
- Гущина К. Г., Приклонский С. Г., Тихомиров В. H., Шапошников Л. В.  Охрана животных и растений Рязанской области. — Рязань, 1981. — 112 с.

## Семья
Леонид Владимирович Шапошников — сын крупнейшего советского микробиолога, академика АН СССР Владимира Николаевича Шапошникова, внук известного математика, автора знаменитых учебников для средней и высшей школы статского советника Николая Александровича Шапошникова и управляющего Иркутской таможней действительного статского советника Павла Григорьевича Михновского. В четырёх браках имел четырёх сыновей и четырёх дочерей.